# チャガ族
チャガ族（chagga）はタンザニア北東部のキリマンジャロ山麓に居住するバントゥー系民族。

## 生活様式
トウモロコシやバナナを主食とし、キリマンジャロ山にてコーヒー栽培に従事している者をはじめ、農耕と牧畜を生活基盤としている。タンガ鉄道が開設されてからはモシに居住して商業に従事する者も増加している。
コーヒー栽培は1900年代初頭より開始され、1922年に小作農方式が普及してから最盛期を迎えた。ヨーロッパのプランテーション経営者からの接触があったが、1925年に独自に販売機構の組織化がなされ、キリマンジャロ原住民コーヒー栽培者連合（KNCU）を立ち上げた。1936年にはコーヒー生産量が1500tに達した。KNCUには26000人のチャガ族組合員が登録している。
バナナから醸造する酒キトチが知られている。

## 文化様式
父系クランを基本とした族社会を形成し、山野の稜線を基礎とした自然境界ごとに首長をたてた自律的集団生活を営んでいる。19世紀にはいりこれらの首長を統合する王国が建国された。祖霊を信仰する独自の宗教観を保持し、祖先の頭蓋骨を収めた社をつくり、奉っている。